# Mastodon State Historic Site
Die Mastodon State Historic Site ist ein State Park an der Interstate 55 bei Imperial im Jefferson County des US-Bundesstaates Missouri. Das 172 ha große Gelände liegt auf 137 m Höhe und enthält mit dem Kimmswick Bone Bed einen bedeutenden gemeinsamen Fundplatz von Mastodonten-Knochen und steinernen Projektilspitzen.
Vor 35.000 bis 10.000 Jahren zogen sich die Gletscher des Laurentidischen Eisschildes langsam schmelzend nach Norden zurück und hinterließen an dieser Stelle wahrscheinlich eine Landschaft mit Mineralquellen und teilweise sumpfigem Grund. Einige Mastodons und andere Tiere versanken im Sumpf und hinterließen damit gut konservierte Knochen. Frühe Ureinwohner erreichten das Gebiet um 12.000 Jahre vor unserer Zeit, sodass dort über eine kurze Periode Menschen und Mastodons gleichzeitig lebten.

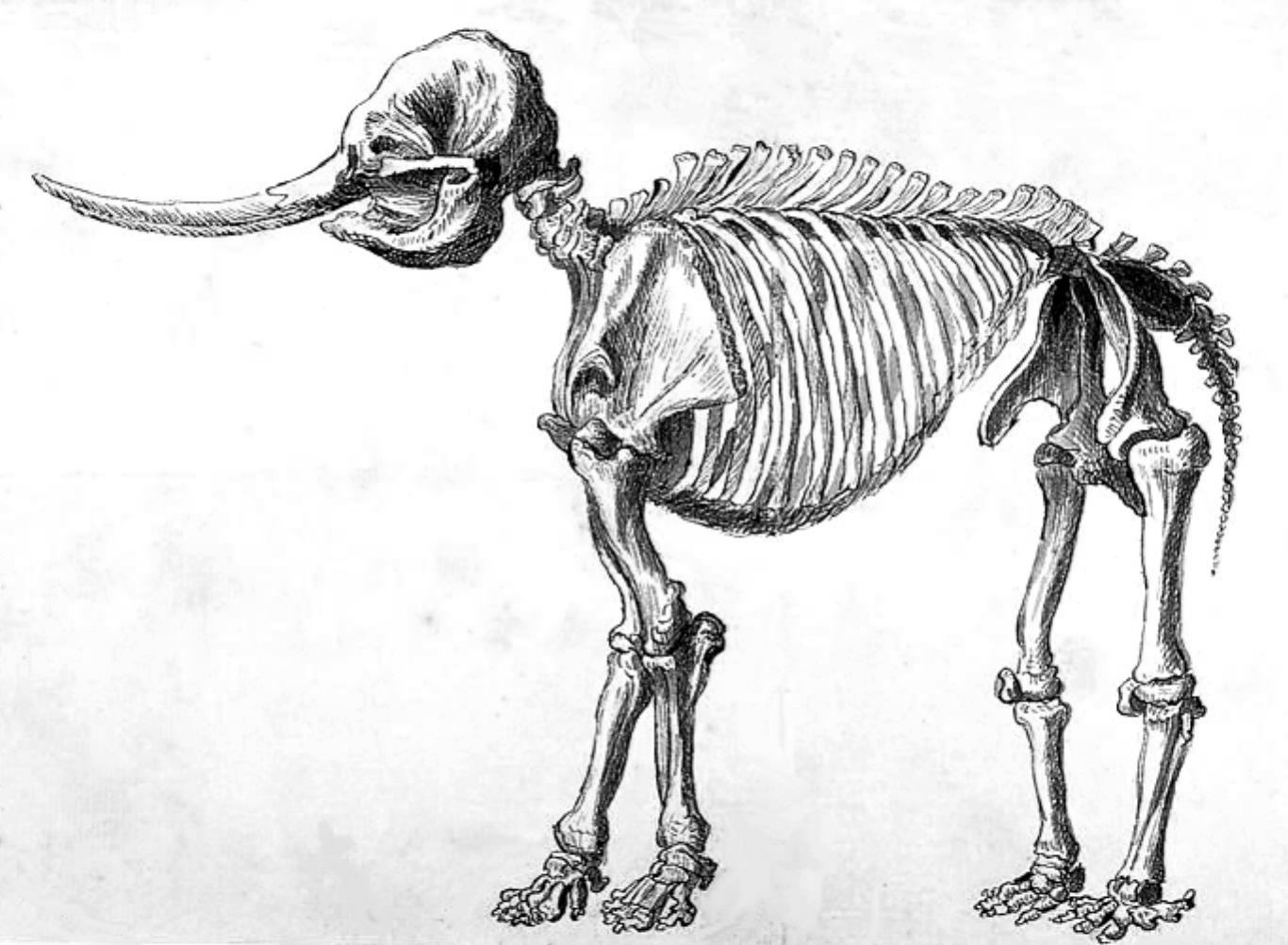
Vereinfachte Skizze eines Mastodon

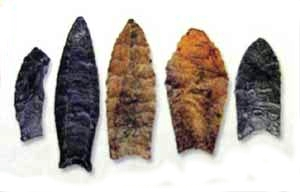
Projektilspitzen der Clovis-Kultur von anderen Fundstätten

Die ersten Aufzeichnungen von Knochenfunden sind aus den frühen 1800er Jahren. 1839 gab es verwitterte Fundstücke entlang des Rock Creek und Grabungen von Albert C. Koch, dem Eigentümer des St. Louis Museum. In der festen Überzeugung, eine neue unbekannte Art gefunden zu haben, nannte er sie Missouri Leviathan und zeigte sie auf Ausstellungen in den USA und Europa. Der vergleichende Anatom Richard Owen vom British Museum in London konnte die Stücke jedoch eindeutig als Amerikanisches Mastodon identifizieren.
Anfang des 20. Jahrhunderts lebte das Interesse an der Fundstätte wieder auf, als der Hobbypaläontologe C. W. Beehler mehrere Schädel, Kieferteile, Zähne und Knochen ausgrub. Die Bahn transportierte etliche Neugierige und Interessierte, die auch das Museum besuchten. Die Funde aus dieser Zeit sind nicht mehr komplett vorhanden und nur unzureichend dokumentiert. Zwischen 1940 und 1942 leitete der Archäologe Robert McCormick Adams von der St. Louis Academy of Science die Grabungen. Er entdeckte weitere Knochen, Stoßzähne und einzelne wenige Artefakte menschlicher Herkunft.
Beim Bau der Interstate 55 erwachte das Interesse am Gebiet erneut, und mehrere Personen und Organisationen bemühten sich um eine Unterschutzstellung, sodass 1976 das Missouri Department of Natural Resources das Gelände inklusive der Fundstätte erwarb und als State Park deklarierte.
Weitere Grabungen erfolgten 1979, und Russel W. Graham vom Illinois State Museum hatte den ersten handfesten Beweis für eine Interaktion zwischen Mensch und Mastodon, als dort bei den Knochen ein steinernes Wurfgeschoss gefunden wurde, das der Clovis-Kultur zugeordnet werden konnte. Das Kimmswick Bone Bed wurde am 14. April 1987 im National Register of Historic Places eingetragen. 1996 wurde das Areal umbenannt in Mastodon State Historic Site.
Insgesamt wurden Knochen von mehr als 60 Mastodons entdeckt. Im örtlichen Museum ist unter anderem ein komplettes Skelett eines männlichen Exemplars ausgestellt. Im Parkgelände verbindet der Tom Stockwell Wildflower Trail das Museum mit den Grabungsstätten. Neben dem Museum wurde 1995 mit dem Callison Memorial Bird Sanctuary eine Fläche mit Futterpflanzen für Vögel und Schmetterlinge angelegt.

## Verweise
1. ↑  Archivierte Kopie (Memento des Originals vom 24. April 2006 im Internet Archive)  Info: Der Archivlink wurde automatisch eingesetzt und noch nicht geprüft. Bitte prüfe Original- und Archivlink gemäß Anleitung und entferne dann diesen Hinweis.
2. ↑  Archivierte Kopie (Memento des Originals vom 4. Mai 2009 im Internet Archive)  Info: Der Archivlink wurde automatisch eingesetzt und noch nicht geprüft. Bitte prüfe Original- und Archivlink gemäß Anleitung und entferne dann diesen Hinweis.
3. ↑  http://www.explorestlouis.com/media/factSheets/fact_mastodon.asp
4. ↑  Archivierte Kopie (Memento des Originals vom 10. August 2019 im Internet Archive)  Info: Der Archivlink wurde automatisch eingesetzt und noch nicht geprüft. Bitte prüfe Original- und Archivlink gemäß Anleitung und entferne dann diesen Hinweis.
5. ↑  Archivierte Kopie (Memento des Originals vom 8. April 2009 im Internet Archive)  Info: Der Archivlink wurde automatisch eingesetzt und noch nicht geprüft. Bitte prüfe Original- und Archivlink gemäß Anleitung und entferne dann diesen Hinweis.